# 萨卢姆巴尔
萨卢姆巴尔（Salumbar），是印度拉贾斯坦邦Udaipur县的一个城镇。总人口15862（2001年）。

## 人口
该地2001年总人口15862人，其中男性8115人，女性7747人；0—6岁人口2106人，其中男1099人，女1007人；识字率75.96%，其中男性为83.46%，女性为68.09%。